# Pieranie
Pieranie is een plaats in het Poolse district  Inowrocławski, woiwodschap Koejavië-Pommeren. De plaats maakt deel uit van de gemeente Dąbrowa Biskupia en telt 190 inwoners.